# Українська культура повоєнного часу
Украї́нська культу́ра повоє́нного ча́су — період, що охоплює близько 15 років, із середини 1940-х до кінця 1950-х років. Його можна поділити на два історичних відрізки, що істотно різняться. Перший характеризується напруженням сил народу у відбудові зруйнованого окупантами народного господарства і впровадженням політики морально-політичних репресій, другий — лібералізацією суспільного життя після смерті Й. Сталіна в березні 1953 p., коли було зроблено спробу змінити модель радянської системи. На цей період припало остаточне формування модерної, як на українську радянську республіку — території, відбувся приєднання Західної України, приєднано Угнів, сформувалися полуденно-західні терени (Бесарабія), відійшла Молдавська АРСР, передача Кримської області.
Тривала окупація деформувала духовне життя в Україні, послабила гуманістичні ідеали та загальнолюдські цінності, посилила жорстокість і безправ'я, не лише завдала небаченої шкоди матеріальній базі культури, а й забрала життя тисяч учених, викладачів, учителів, культурно-освітніх працівників, діячів літератури і мистецтва. Загальні демографічні втрати становили в Україні близько 8 млн загиблих, з яких 5,5 млн цивільного населення і 2,5 млн воїнів. З України було вивезено понад 330 тис. музейних експонатів, знищено понад 50 млн книг, повністю зруйновано матеріальну базу інститутів Академії наук, 20 тис. шкіл.
Другий відрізок увійшов в історію як час хрущовської «відлиги». І найбільш визначальним кроком у подальшій лібералізації суспільства став XX з'їзд КПРС (1956 р.), на якому М. Хрущов виступив з критикою культу особи Сталіна.

## Освіта
Першочерговою справою в повоєнний період стала робота закладів освіти, науки і культури як невід'ємної складової нормалізації життя. Ще під час воєнних дій слідом за визвольною ходою військових частин розпочалася відбудова шкіл, вищих навчальних закладів, театрів, видавництв, культосвітніх закладів та виробничих структур.
Виняткова увага приділялася закладам народної освіти. В Україні поширився рух за відбудову зруйнованих шкіл, спорудження нових методом народної відбудови. Якщо на кінець 1943/44 навчального року працювало лише 12802 початкові, семирічні та середні школи, де навчалось 1770 тис. учнів, то з визволенням усієї України на початок 1945/46 навчального року працювало вже 30512 шкіл, де навчалось 1851 тис. дітей.
Свідченням державної турботи про підвищення загальноосвітнього рівня населення є перехід у 1953 р. до обов'язкової семирічної освіти та скасування в 1956 р. плати за навчання. Було відкрито вечірні школи робітничої та сільської молоді, яка не змогла здобути освіти в денній школі. Так, у 1948 р. в республіці без відриву від виробництва навчалося 185 тис. молодих працівників. У 1950–1951 pp. було 4896 шкіл робітничої та сільської молоді, де навчалось 343,3 тис. учнів.
Особливого значення набувала проблема педагогічних кадрів. У 1945/46 навчальному році у школах працювало лише 182 тис. вчителів при потребі 245 тис., причому понад 40%з них взагалі не мали педагогічної освіти. Основною базою підготовки вчителів у повоєнні роки були учительські інститути, а після 1950 р. — педагогічні, які готували вчителів для 5—10-х класів, і педагогічні училища — для початкових. Було створено також спеціальні педагогічні класи при 177 середніх школах республіки, які за перші 5 повоєнних років підготували 2,6 тис. учителів. У результаті вжитих заходів кількість учителів у республіці з року в рік збільшувалася. Вже на початок 1950 р. у загальноосвітніх школах працювало 291,3 тис. вчителів, а в 1960 р. — близько 408 тис. У 50-х роках педагогічні кадри готувались в 7 університетах, 36 педагогічних інститутах, 43 педучилищах. З 1956 р. вони почали готувати вчителів широкого профілю, які могли викладати не лише основні, а й споріднені дисципліни.
Багато уваги приділялося підвищенню професійної кваліфікації, це завдання реалізували республіканський Інститут підвищення кваліфікації керівних працівників народної освіти та обласні інститути удосконалення вчителів.
На кінець 1943/44 навчального року було здійснено реевакуацію вузів. На час визволення України від ворога, тобто у жовтні 1944 р., двері відчинили 113 вузів і 455 технікумів, у яких на стаціонарі навчались 101 тис. студентів і 96 тис. учнів. Крім відбудованих вузів, які працювали до війни, було створено 16 нових вищих навчальних закладів.
У повоєнний час формувалась освітня система в Західній Україні. До початку 50-х років у Західну Україну було направлено понад 35 тис. учителів із Східної України. Галичина, Волинь і Буковина мали найвищий відсоток українських шкіл — понад 93%. У 1946–1947 pp. тут було створено 22 вузи, серед них Ужгородський університет, медінститути Чернівецький, Івано-Франківський та ін. У 24 вузах Західної України в 1950 р. навчалося понад ЗО тис. студентів.
У період 1950–1959 pp. кількість студентів в Україні збільшилася з 201,9 до 643,8 тис. Було здійснено укрупнення вузів, у результаті зі 160 їх стало 140, що сприяло консолідації науково-педагогічних сил, зміцненню вузівських кафедр, ефективному використанню коштів. У 1958/59 навчальному році працювало 50 вечірніх та 194 заочних відділення при стаціонарних вузах, один вечірній та один заочний вузи. У них без відриву від виробництва навчалося 168,5 тис. студентів. Це майже у чотири рази більше, ніж у 1950/51 навчальному році.
Здійснювалась підготовка науково-педагогічних кадрів для вузів. У вищій школі України в 1958 р. працювало 805 докторів і 8103 кандидатів наук. З кожним роком збільшувалася кількість викладачів вузів, які брали участь у науково-дослідній роботі кафедр.

## Наука
У повоєнні роки розширилась мережа науково-дослідних установ, збільшилась чисельність наукових кадрів. У березні 1944 р. повернулася з евакуації Академія наук України. Вже у вересні 1944 р. у її складі було 24 науково-дослідних інститути, в яких працювало 50 академіків і 63 члени-кореспонденти. А в середині 50-х років у складі АН України були 81 академік та 100 членів-кореспондентів. У повоєнні роки було внесено зміни в організацію наукових досліджень. Якщо в 1945 р. налічувалося 267 науково-дослідних установ, то в 1950 р. — 462, було створено понад 30 нових інститутів — радіофізики та електроніки, фізико-технічний низьких температур у Харкові, машинознавства та автоматики, суспільних наук, геології, корисних копалин у Львові, металофізики, металокераміки і сплавів у Києві та ін. Зміцнювалася матеріально-технічна база. Попри всі морально-психологічні труднощі, некваліфіковане втручання партійних і державних чиновників, репресії українські вчені збагатили науку фундаментальними розробками, винаходами й відкриттями. Зокрема, багато було зроблено для розвитку ракетної техніки, космонавтики, використання атомної енергії. Українські вчені брали активну участь у підготовці до запуску першого штучного супутника Землі в жовтні 1957 p., польоту в космос першої у світі людини — Ю. Гагаріна. Генеральним конструктором космічних кораблів у 1956 р. став український вчений С. Корольов. Широке визнання як конструктор турбореактивних двигунів здобув академік А. Люлька. Одним з творців танка Т-34 був генерал-лейтенант М. Духов.
З 1949 р. в Інституті фізики під керівництвом М. Пасічника розгорнулися дослідження в галузі фізики атомного ядра. В Інституті електрозварювання успішно досліджувався і впроваджувався у виробництво новий метод електрошлакового зварювання кожухів доменних печей, цільнозварних мостів, суден тощо.
Певних результатів було досягнуто літературознавцями, мовознавцями, етнографами, мистецтвознавцями, економістами, філософами, правознавцями. Робота останніх зосереджувалась у створеному в 1946 р. Інституті філософії та секторі держави і права. Літературознавці досліджували творчість українських класиків та письменників сучасної України. Науковці зібрали рукописи Т. Шевченка, Марка Вовчка, М. Коцюбинського та багатьох інших видатних письменників, продовжено видання десятитомника Т. Шевченка. У 1949 р. розпочато видання 20-томного зібрання творів І. Франка, на початку 50-х років видано повне зібрання творів І. Котляревського у двох томах, підготовлено 5-томне зібрання творів Лесі Українки. В Інституті мовознавства ім. О. Потебні здійснювалися дослідження фонетичної системи, граматичної будови і лексичного складу сучасної української літературної мови, збиралися матеріали для атласу української мови. Мистецтвознавці досліджували теорію та історію образотворчого мистецтва України, музики, театру, кіно.
Особливо пильну увагу партійне керівництво приділяло вивченню вітчизняної історії, зокрема 29 серпня 1947 р. ЦК КП(б)У прийняв постанову «Про політичні помилки і незадовільну роботу Інституту історії України Академії наук УРСР». У ній було піддано критиці практично весь науковий доробок інституту, зокрема «Короткий курс історії України» за редакцією С. Білоусова, однотомний «Нарис історії України» за редакцією К. Гуслистого, перший том чотиритомної «Історії України» за редакцією М. Петровського. Історики звинувачувались у націоналістичних збоченнях, відродженні «реакційних вигадок» В. Антоновича і М. Грушевського.

## Театр
Після визволення України повертаються з евакуації і відновлюють роботу театри, створюються нові колективи, зокрема 18 у західних областях. На кінець 40-х років в Україні діяло 96 театрів.
Стало помітним підвищення художнього рівня театрального мистецтва, особливо в постановці спектаклів «Милана» Г. Майбороди в Київському академічному театрі опери та балету ім. Т. Шевченка, «Дума про Британку» Ю. Яновського в Київському драматичному театрі ім. І. Франка, «Даруйте коханим тюльпани» О. Сандлера в Одеському музично-драматичному театрі.
Значною подією в мистецькому житті республіки стало проведення в березні—травні 1958 р. фестивалю «Перша українська театральна весна», участь в якому взяли майже всі театри, активно включившись у творче змагання за право показу глядачам найкращого доробку. Високу оцінку дістали спектаклі «Веселка» М. Зарудного Вінницького обласного музично-драматичного театру ім. М. Садовського, «Мій друг» М. Погодіна Харківського академічного театру ім. Т. Шевченка, опера «Лісова пісня» В. Кирейка Львівського театру опери та балету ім. І. Франка. Ці спектаклі одержали дипломи лауреатів фестивалю.

## Кіно
Великі завдання на завершальному етапі війни постали перед працівниками українського кіномистецтва. У червні 1944 р. повернулася з евакуації й одразу розгорнула свою діяльність Київська студія художніх фільмів. Відбудовчі роботи розпочалися на Одеській студії художніх фільмів. Творчим успіхом кінематографістів був вихід на екрани фільмів «Нескорені» за повістю «Батьки і діти» Б. Горбатова — про боротьбу шахтарів Донбасу проти окупантів-німців, «Зігмунд Колосовський», «В далекому плаванні» за мотивами «Морських оповідань» К. Станюковича, «Украдене щастя», «Доля Марини», «Командир корабля» та ін.
Розгорнула роботу «Українська студія хронікальних фільмів», яка повернулася до Києва влітку 1944 р.
Кіностудіями України 1951 р. було випущено лише 9 фільмів, а в 1956 р. на Київській, Одеській та Ялтинській кіностудіях щорічно знімалося 4-7 фільмів. Позитивну оцінку глядачів дістали «Тривожна молодість» режисерів О. Алова і В. Наумова, «Весна на Зарічній вулиці» Ф. Миронера та М. Хуцієва. Найкращою стрічкою в 1956 р. став фільм І. Савченка «Тарас Шевченко». Схвально було зустрінуто екранізацію творів літератури. Так, А. Бучма та О. Швачко зняли фільм «Земля» за повістю О. Кобилянської, М. Донськой — «Мати» за романом М. Горького, В. Івченко — «Назар Стодоля» за п'єсою Т. Шевченка та ін.
Переломною у розвитку українського кіномистецтва стала хрущовська «відлига», яка дала можливість митцям певною мірою відійти від ідеологічних штампів. Наприкінці 50-х років в Україні щороку виходило на екрани 16—20 кінокартин. Почали працювати студії хронікально-документальних і науково-популярних фільмів. Діячі українського кіно створили низку фільмів, які здобули широку популярність. Серед них «Надзвичайна подія» режисера В. Івченка, «Партизанська іскра» О. Маслюкова та М. Маєвського, «Григорій Сковорода» І. Кавалерідзе та ін.

## Музика
У повоєнний час композитори звернулись до великої музичної форми, що характеризується розширенням тематики і жанрів, поглибленням образної сфери, підвищенням майстерності. На початку 60-х років Б. Лятошинський закінчив Третю симфонію, поему «Гражина» за повістю А. Міцкевича. Тепло зустріли слухачі Другу симфонію і сюїту «Король Лір» Г. Майбороди, ораторію «Жовтень» К. Данькевича, сюїту «Пам'яті Лесі Українки» та «Партизанські картини» А. Штогаренка, «Прикарпатську симфонію» С. Людкевича та ін. В оперному мистецтві слід відзначити опери «Богдан Хмельницький» К. Данькевича (лібрето О. Корнійчука і В. Василевської), «Милана» Г. Майбороди (лібрето А. Турчинської), «Украдене щастя»
Ю. Мейтуса, «Довбуш» С. Людкевича, оперу-інтерпретацію драми-феєрії Лесі Українки «Лісова пісня» В. Кирейка. Виходять на сцену балети «Маруся Богуславка» А. Свєчникова, «Ростислава» Г. Жуковського, «Хустка Довбуша» А. Кос-Анатольського та ін.
Музику до оперет пишуть О. Рябов, В. Рождественський, О. Сандлер, Я. Цегляр, А. Кос-Анатольський, С. Жданов, В. Лукашов.
Розвивається пісенна творчість. Популярними стають пісні П. Майбороди, А. Філіпенка, А. Кос-Анатольського, Л. Ревуцького, П. Козицького, М. Дремлюги, А. Штогаренка, І. Шамо.
Доробок українських композиторів сприяв подальшому розвитку всіх музичних жанрів.

## Архітектура та образотворче мистецтво
Повоєнні роки позначились якісним зростанням образотворчого мистецтва. Важливою подією стали з'їзди архітекторів і художників, де розглядалися питання відбудови та нового бачення образу міст і сіл. Відбудовчі роботи почались одразу після визволення території України від нацистів. Відбудовувалися та реконструювалися міста. За генеральним планом відбудовувався Київ. Було проведено конкурс на найкращий проект забудови Хрещатика. Як результат кияни мають своєрідний архітектурний ансамбль, образ якого визначають вдало розкритий мальовничий рельєф нагірної частини вулиці, багатоповерхові будинки, оздоблені керамічною плиткою світлого кольору, та широкі тротуари, засаджені каштанами.
Значним досягненням українського містобудівництва стала Нова Каховка (1951—1954). Чітко розплановано вулиці, вперше використано серії типових житлових будинків. Зведено Будинок культури за типовим проектом І. Рожина, який прикрашено мотивами українських народних орнаментів, що надає архітектурному образу урочистого звучання.
Серед громадських споруд, зведених українськими архітекторами в першій половині 50-х років, високим художнім рівнем вирізняються матроський клуб у Севастополі (архітектори Богданов, Киреєв); в 1958 р. було завершено будівництво Виставки передового досвіду в народному господарстві України в Києві.
Тематика українського живопису повоєнних років присвячена подіям Другої світової війни. На матеріалах фронтових спогадів створено велику кількість картин. Фронтові малюнки, особисті враження і переживання стали підґрунтям для написання полотен Д. Безуглим «Форсування Дніпра», С. Отрощенком «Німецькі окупанти на Україні», Л. Чичканом «Помстимося», С. Самусєвим «Подвиг сержанта Якова Приходька». Трагічні події перших днів війни знайшли правдиве відбиття у творі Т. Яблонської «Ворог наближається». Авторами полотен на тему війни переважно були художники-фронтовики, безпосередні учасники боїв, що, безумовно, позначилося на характері їхніх полотен.
Популярними були історичні теми: «Богдан Хмельницький залишає в заставу кримському ханові свого сина Тимоша» В. Задорожного, горельєф «Переяславська Рада» І. Гончара, скульптурна група «Перед боєм. Богдан Хмельницький, Максим Кривоніс, Іван Богун» А. Білостоцького та О. Супруна.
Портрети О. Шовкуненка партизанки Майї Вовчик-Блакитної, народної артистки СРСР Марії Литвиненко-Вольгемут, С. Ковпака вирізняються не лише віртуозною технікою виконання, а й умінням досягти повноти і витонченості у відтворенні духовних якостей героїв творів.
Великих творчих успіхів у повоєнний час досягло українське театрально-декоративне мистецтво. Оформлення вистав стає лаконічним, посилюється емоційне звучання. На цій ниві працювали М. Духновський, Ю. Злочевський, В. Меллер, Д. Нірод та ін. Видатним майстром сценографії став народний художник СРСР А. Петрицький, який увесь свій талант віддавав театру, оформив вистави «Макар Діброва», «Богдан Хмельницький», «Князь Ігор» та ін.
Творчими досягненнями позначена книжкова графіка. Провідним майстром української книжкової графіки був В. Касіян, найпопулярнішими стали виконані ним ілюстрації до Шевченкового «Кобзаря» (1954). Митці книги підійшли до вирішення складної проблеми — синтезу ілюстрування й оформлення видань, тим самим підготувавши ґрунт для бурхливого розвитку української книжкової графіки наступного періоду.
У скульпторів так само провідними стали події й образи воєнного часу. Створюються меморіальні ансамблі, встановлюються пам'ятники героям війни і праці. Помітною подією в монументальній скульптурі став пам'ятник молодогвардійцям (1954). Його автори В. Агібалов, В. Мухін, В. Федченко та архітектор О. Сидоренко створили монумент, сповнений героїко-романтичного звучання.
Українські митці засвідчили зміцнення зв'язків українського мистецтва з життям народу, багатогранність пошуків, правдиво відбили героїчний шлях і натхненну працю, пов'язану з відбудовою України.

## Засоби масової інформації
Першочергова увага державних органів приділялася відновленню роботи видавництв, преси, радіомовлення. З відбудовою поліграфічної бази збільшуються кількість назв та тиражі газет і журналів. Так, уже в 1945 р. у 24 областях України виходило 879 газет і 6 журналів, зокрема «Україна», «Дніпро», «Українська література», «Перець». До 1948 р. в Україні відновили роботу всі друкарні. Це дало змогу збільшити як кількість назв, так і тиражі книжок, журналів, газет. Станом на 1958 р. у республіці виходило 3329 газет разовим тиражем 9,208 тис. примірників і 488 журналів та інших періодичних видань загальним тиражем 31,746 тис.
Плідною була робота видавництв, які одразу ж після визволення Харкова та Києва були реевакуйовані. Розгорнули свою діяльність Українське державне видавництво, Видавництво Академії наук України, Державне видавництво образотворчого мистецтва та музичної літератури УРСР, у 1957 р. створено Державне видавництво дитячої літератури України (з 1964 р. «Веселка»), обласні книжково-журнальні видавництва в Харкові, Одесі, Львові та інших містах. Усього в 1945 р. в Україні було випущено понад 1000 назв книг тиражем близько 19 млн примірників.
За період з 1950 по 1958 р. кількість виданих книжок (за назвами) збільшилась з 4136 до 6618, а їх тираж — з 77,6 до 116,2 млн примірників. З усіх видань у 1950 р. українською мовою вийшли 1856 назв, а в 1958 р. — 3975.
Величезна увага приділялась радіофікації. Наприкінці 1943 р. розпочато будівництво Харківської, Дніпропетровської і Київської радіостанцій. На червень 1945 р. радіомережа становила 70 %т довоєнної (діяло майже 450 трансляційних радіовузлів і 485 тис. радіоточок). На початку 1944 р. у Києві відновив роботу Український республіканський радіокомітет. Істотно збільшуються час і обсяг республіканського мовлення.
У наступні роки швидко відновлювалась і розширювалась радіофікація України: в 1950 р. радіоприймальна мережа збільшилась до 1481,7 тис. радіоточок, або на 163 % порівняно з довоєнним часом. Кількість радіовузлів збільшилась на 228 %, їх потужність — на 460 %. Великих успіхів досягла радіофікація сільської місцевості. Станом на 1950 р. у селах працювало 334,1 тис. радіотрансляційних точок, тобто в 4 рази більше, ніж у 1945 р. Багато районів Київської, Харківської, Одеської, Миколаївської, Рівненської та інших областей здійснили суцільну радіофікацію.

## Культуроосвітні заклади
Великого значення держава надавала роботі культосвітніх закладів, на які покладалися завдання з формування загального високого культурного рівня всіх соціальних груп.
У кожному населеному пункті, визволеному від фашистів, силами трудящих відбудовувалися і ремонтувалися будинки культури, клуби, бібліотеки, музеї, а також радіо- і кіномережа. Якщо на 1 січня 1944 р. у визволених областях України працювало лише 3800 культосвітніх закладів, то на кінець 1945 р. їх кількість збільшилась до 19 тис., причому 90 %з них — у сільській місцевості, близько 4000 було відкрито в західних областях. У будинках культури, клубах створювалися гуртки художньої самодіяльності, демонструвалися кінофільми, працювали радіовузли, надходили газети, журнали, книги; тут читались лекції, доповіді. Відбудовані силами трудящих клубні заклади ставали справжніми осередками культури.
Велику роботу проводили бібліотеки, які у визволених районах потрібно було створювати заново. Відновлення відбувалося з великими труднощами: на кінець 1945 р. у республіці налічувалось усього 4844 бібліотеки (з книжковим фондом 8,6 млн книг), тобто 20 % довоєнної кількості.
Важливу роль у здійсненні культурно-виховної роботи відігравало кіно — найбільш масовий вид мистецтва. На початок 1945 р. в Україні було відновлено лише 1770 кіноустановок (із них 880 сільських), тобто 30 % довоєнної кіномережі. Не вистачало кваліфікованих кадрів, приміщень для кінотеатрів, обладнання. З часом кількість їх збільшувалась. Так, в 1945 р. їх налічувалось 1769, а в 1950 р. — уже 7199, зокрема в сільській місцевості — відповідно 884 і 5419. Всі німі кіноустановки було замінено на звукові.
Станом на 1949 р. в Україні працювало 137 музеїв, кількість експонатів досягла довоєнного рівня — 3 млн одиниць. Було створено багато нових музеїв: «Молода гвардія» у Краснодоні, «Оборона Одеси», Корсунь-Шевченківський історичний, Ольги Кобилянської в Чернівцях, Т. Шевченка в Києві, образотворчого мистецтва в Ужгороді та ін.
На початку 1946 р. у клубних закладах працювало 23 тис. гуртків самодіяльного мистецтва, у яких брали участь 316 тис. чол., а в 1958 р. лише при клубних закладах Міністерства культури України працювало вже 87,9 тис. гуртків (драматичних, музичних, хорових, образотворчого мистецтва та ін.), у роботі яких брали участь 1299,3 тис. чол.
Неухильному піднесенню самодіяльної художньої творчості сприяло систематичне проведення оглядів та олімпіад художньої самодіяльності. Вже в 1957 р. у них взяли участь понад 1,5 млн чол., які за своєю виконавською та художньою майстерністю стають урівень із професійними митцями. Твори самодіяльних авторів, зокрема пісня «У трембітоньку заграю», яку написав керівник хору Должанського деревообробного комбінату А. Машкін, пісні «Ти, донецький краю» шахтаря П. Дмитрієва-Клебанова, «Співають дівчата» службовця Ф. Литвиненка стали надбанням професійних колективів.
За роки післявоєнної відбудови народного господарства в республіці відновлено діяльність зруйнованих клубів, бібліотек, музеїв, а також створено нові культурно-освітні заклади. В Україні в 1950 р. працювало вже 34,9 тис. масових бібліотек, 28,7 тис. клубів, що набагато перевищувало кількість культурно-освітніх установ довоєнних років.
Творчий доробок самодіяльних літераторів та митців сприяв подальшому піднесенню художньої творчості українського народу.